# کمیته دولتی امنیت ملی (تاجیکستان)
کمیته دولتی امنیتی ملی (تاجیکی: Кумитаи давлатии амнияти миллӣ) (به انگلیسی: SCNS)، سازمان اطلاعاتی و امنیتی تاجیکستان است. مسئولیت‌های اصلی آن شامل امنیت داخلی و مرزی، ضداطلاعات، مبارزه با تروریسم، مبارزه با مواد مخدر، مبارزه با جرائم سازمان یافته و نظارت است. رئیس کمیته و همه معاونان وی توسط رئیس‌جمهور تاجیکستان منصوب می‌شوند و به وی پاسخگو هستند. سرلشکر سایمون یاتیموف از ۲ سپتامبر ۲۰۱۰ میلادی به عنوان رئیس کمیته دولتی امنیتی ملی خدمت کرده‌ است.

## تاریخ
کمیته دولتی امنیتی ملی، نهاد جانشین در تاجیکستان برای کمیته امنیت دولتی (KGB) در اتحاد جماهیر شوروی سوسیالیستی است. به دنبال انحلال شوروی، کمیته امنیت دولتی جمهوری سوسیالیستی تاجیکستان شوروی در تاریخ ۲۸ دسامبر ۱۹۹۱ به کمیته دولتی امنیت ملی (جمهوری تاجیکستان) (تاجیکی: Кумитаи амнияти миллӣ؛ روسی: Комитет национальной безопасности) تغییر نام داد.